# Нићифор Григора
Нићифор Григора (грч. Νικηφόρος Γρηγορᾶς; рођен око 1295, умро 1360) био је византијски историчар и теолог.

## Биографија
Григора је био родом из града Хераклеје на црноморској обали малоазијске области Битиније, епископском градићу. Са десет година остао је без оба родитеља и 1304. године бригу о његовом одрастању, образовању и увођењу у јавни живот преузео његов ујак нама непознатог имена, епископ Хераклеје. Уз ујака је стекао темеље будућег образовања. Бавио се теологијом и Платоновом филозофијом. Претпоставља се да је још као младић дошао у Цариград где је захваљујући својој учености скренуо на себе пажњу Андроника II Палеолога. Цар Андроник II Палеолог му је понуди место хартофилакса тј. главног архивисту саборне цркве Пресвете Мудрости, али је Григора то одбио. Заштитник и саветодавац му постаје патријарх Јован XIII Гликис, а учитељ Теодор Метохит, велики логотет и стварни креатор политике током владавине цара Андроника. Пријатељство са својим учитељом му отворило пут до двора. 
Године 1324. предложио је реформу јулијанског календара која се по својим карактеристикама антиципрала реформу папе Гргура XIII из 16. века завршену увођењем данас доминантног грегоријанског календара. Цар је одобравао реформу, али је никада није спровео у дело. Пошто је био учитељ Метохитове деце, одлучено је да он оде по Ирину Метохит, своју ученицу, а Метохитову ћерку, која је боравила на двору свог зета Стефана Дечанског. Наиме, њен муж је био Јован Палеолог, синовац цара Андроника, који је током грађанског рата између деде Андроника II Палеолога и унука Андроника III Палеолога одлучио да се одметне од стрица и завлада у једном делу Царства као самосталан владар. Тражио је помоћ свог зета српског краља Стефан Дечанског, који је био ожењен његовом ћерком Маријом Палеолог. Током боравка на српском двору стигла му је понуда из Цариграда од Андроника II да одустане од својих намера, а да ће заузврат добити титулу цезара. Он је прихватио понуду, али је убрзо умро на спрком двору. На српском двору остала је његова жена Ирина. Нићифор Григора био је успешан у својој мисији и успео је да врати своју бившу ученицу у Цариград. У посланици пријатељу Андроник Зарида оставио је податке о овом посланству, а њу је унео и у своје историјско дело. 
Године 1327. поново је избио рат између деде и унука Андроника. Када је старог Андроника 1328. године свргнуо његов унук Андроник III Палеолог, у немилост новог владара пали и Теодор Метохит и Нићифор Григора. Обојица су изгубили своју имовину, били су принуђени да се повуку из јавног живота. Григора је доживео и породичну несрећу, умро му је ујак заштитни. Ипак, један од ретких који је посећивао свргнутог цара био је управо Нићифор Григора. Њега је посећивала и његова ћерка Симонида, удовица српског краља Милутина. Временом, Григора се враћа у јавни живот византијске престонице. Први јавни наступ је имао на сахрани Андроника III, који је умро 1332, где је одржао посмртни говор и након тога се приближава Андронику III. Исту улогу имао је и на сахрани јерменске принцезе Марије, мајке цара Андроника III. У центар пажње интелектуалних кругова се вратио када је прихватио изазов за јавну расправу са вештим теологом Варламом из Калабрије. Григора је у беседништву и познавању теологије надмашио свог такмаца и тиме је стекао велики број ученика и следбеника.
Андроник III му је поверио преговоре о унији цркава који су 1333. вођени са легатима папе Јована XXII. Преговори су пропали, као и у ранијим приликама, али су изазвали нове доктринарне сукобе у Византији пошто су као бранитељи православља иступили монаси привржени исхаистичком учењу. Исхаизам је однео победу на синоду који је 1351. сазвао у Цариграду Јован VI Кантакузин и Григора, који се противио овој доктрини, је након тога натеран да се повуче у манастир на две године. Прецизније податке о крају Григориног живота немамо, претпоставља се да је умро око 1360. године.
Када је 15.06.1341. умро цар Андроник није постојао нико погоднији да одржи говор од Нићифора Григоре.
Григора је био плодан аутор али за византијску историографију његово најважније дело је Римска историја (тј. Византијска историја пошто су Византинци себе сматрали Римљанима). Историја је подељена на 37 књига и обухвата период од 1204. до 1359. године. Григора се углавном ослањао на историчара Георгија Пахимера чију је Историју, која је обухватала период од 1255. до 1310. године, парафразирао, допунио и продужио у погледу хронолошких граница дела. Писао је помпезним, тешким стилом и доста пажње је поклањао верским препиркама и теолошким контроверзама. Са друге стране, Григора је био противник исхаиста и њиховог заштитника Јована VI Кантакузина, тако да је своје теолошко-политичке погледе свесно унео у своју историју. Уз Кантакузина, Григора је био најзначајнији византијски историчар прве половине и почетка друге половине 14. века. Супростављени ставови Григоре и Кантакузина помажу нам данас да објективније сагледамо византијску историју тог периода.
Григора је поред тога био и разнородан аутор. Саставио је и полемичну историју својих расправа са вођом исхаиста, атоским монахом Григоријем Паламомом, затим биографију свог ујака и првог учитеља Јована, епископа Хераклеје и хагиографију мученика Кодрата из Антиохије. Поред тога, написао је посмртне говоре посвећене Теодору Метохиту и царевима Андронику II и његовом истоименом унуку. Своје познавање античке књижевности исказао је у коментарима на Одисејева лутања и филозофском дијалогу О мудрости. Као хришћански учењак искоментарисао је спис епископа из 5. века Синесија Киренског о сновима. Написао је и дела која су се тицала астрономских знања важних у 14. веку, прво о датовању Васкрса, друго о подешавању астролаба. Нићифор Григора је поред тога за собом оставио и обимну преписку.